# Tapacul de l'alt Magdalena
El tapacul de l'alt Magdalena (Scytalopus rodriguezi) és una espècie d'ocell de la família dels rinocríptids (Rhinocryptidae).

## Descripció
- Petit rinocríptid que fa uns 11 cm de llarg.
- Color general gris pissarra amb algunes marques marró a l'abdomen.

## Hàbitat i distribuició
Viu en zones boscoses amb abundant sotabosc de la vall del Riu Magdalena, a Colòmbia central.

## Taxonomia
El cant d'aquesta espècie va ser gravat en 1986, però la inestabilitat política va impedir la realització d'estudis en la zona fins als anys 2002 i 2003, quan es va confirmar l'existència d'aquesta espècie.